# Katja Flint
Katja Flint (Stadthagen, 11 novembre 1959) è un'attrice tedesca.

## Filmografia parziale

### Cinema
- Piratensender Power Play, regia di Sigi Rothemund (1982)
- Non dimenticate Mozart (Vergeßt Mozart), regia di Miloslav Luther (1985)
- Den demokratiske terroristen, regia di Pelle Berglund (1992)
- Falsa identità (Die Sieger), regia di Dominik Graf (1994)
- Voll normaaal, regia di Ralf Huettner (1994)
- Ballermann 6, regia di Gernot Roll e Tom Gerhardt (1997)
- Diritto al bersaglio (Straight Shooter), regia di Thomas Bohn (1999)
- Marlene, regia di Joseph Vilsmaier (2000)
- Suck My Dick, regia di Oskar Roehler (2001)
- Pura vida Ibiza, regia di Gernot Roll (2004)
- Masai bianca (Die weiße Massai), regia di Hermine Huntgeburth (2005)
- Warum Männer nicht zuhören und Frauen schlecht einparken, regia di Leander Haußmann (2007)
- Zeiten ändern Dich, regia di Uli Edel (2010)
- Bekenntnisse des Hochstaplers Felix Krull, regia di Detlev Buck (2021)

### Televisione
- Das Mädchen Rosemarie - film TV (1996)
- Il giovane Casanova - film TV (2002)
- Il commissario Voss (Der Alte) - serie TV, 4 episodi (1986-2016)
- Anne e il re di Dresda (Anne und der König von Dresden) - film TV (2017)
- Tatort - serie TV, 3 episodi (1995-2018)